# Âm giai Thứ tự nhiên
Âm giai Thứ tự nhiên là âm giai gồm các bậc có đặc tính như sau:
- Bậc I: Chủ âm (Tonique);
- Bậc II: Thượng chủ âm (Sub tonique) cao hơn bậc I một quãng hai trưởng (1 cung);
- Bậc III: Trung âm (Médiante) cao hơn bậc II một quãng hai thứ (1/2 cung);
- Bậc IV: Hạ át âm (Sous dominante) cao hơn bậc III một quãng hai trưởng;
- Bậc V: Át âm (Dominante) cao hơn bậc IV một quãng hai trưởng;
- Bậc VI: Thượng át âm (Sub dominante) cao hơn bậc V một quãng hai thứ;
- Bậc VII: Cao hơn bậc VI một quãng hai trưởng.

Nếu nâng bậc VII lên một quãng hai trưởng (1 cung) nữa, ta sẽ có bậc VIII (Bát âm – Octave), thực chất chính là Chủ âm (Tonique) của quãng tám cao hơn. Tần số âm thanh của bậc VIII bằng đúng hai lần bậc I.
Bậc VII của âm giai Thứ tự nhiên thường không được gọi là Cảm âm (Sensible) như của âm giai Trưởng tự nhiên, do không có tính chất "cảm" (bị hấp dẫn về Chủ âm) như trong âm giai Trưởng tự nhiên. Có tài liệu về âm nhạc truyền thống Việt Nam gọi bậc này là Hạ chủ thanh (tức Hạ chủ âm – Sous tonique).
Như vậy, âm giai Trưởng tự nhiên so với âm giai Thứ tự nhiên có các điểm giống và khác nhau như sau:
- Các bậc I, II, IV, V của chúng hoàn toàn giống nhau.
- Các bậc III, VI, VII của âm giai Thứ tự nhiên đều thấp hơn chính các bậc đó của âm giai Trưởng tự nhiên đúng 1/2 cung, song chúng lại cùng tên với nhau nên 1/2 cung ở đây không phải là quãng hai thứ mà là quãng một tăng.